# میمون شاه (فیلم ۲۰۰۱)
میمون شاه (به انگلیسی: The Monkey King) معروف به امپراتوری گمشده یک مینی‌سریال تلویزیونی آمریکایی محصول سال ۲۰۰۱ به کارگردانی پیتر مک‌دونالد  که توسط ان‌بی‌سی و کانال سای‌فای تولید شده‌است. این برداشتی معاصر از رمان کلاسیک قرن شانزدهم سفر به غرب است. در این فیلم بایی لینگ، توماس گیبسون، راسل وونگ، ادی مارسن و رندل دوک کیم به ایفای نقش پرداخته‌اند. فیلمنامه این فیلم توسط دیوید هنری هوانگ، نمایشنامه نویس برجسته آمریکایی - آسیایی نوشته شده‌است.